# دیوانگان متفکر
دیوانگان متفکر مجموعه‌ای ۶۰ قسمتی بر مبنای طنزهای کارل والنتین نویسنده آلمانی است که به مسائل اجتماعی و زندگی انسان‌ها می‌پردازد. این مجموعه از شبکه ۴ سیما پخش شد.